# Lethrus nuratavicus
Lethrus nuratavicus är en skalbaggsart som beskrevs av Nikolajev 1987. Lethrus nuratavicus ingår i släktet Lethrus och familjen tordyvlar. Inga underarter finns listade i Catalogue of Life.